# 美国南达科他联邦地区法院
美国南达科他联邦地区法院 （引用时缩写为D.S.D.）是美国94个联邦地区法院中唯一位于南达科他州的。该法院审理后的案件需上诉至第八巡回法院，专利及《塔克法案》相关的案件需上诉至联邦巡回区法院。该法院的司法管辖权覆盖该州全部。